# Витна Вас
Витна Вас (словен. Vitna vas) — поселення в общині Брежиці, Споднєпосавський регіон, Словенія. Висота над рівнем моря: 189,7 м.